# Серью, Эйдриан
Эйдриан Серью (англ. Adrian Serioux; род. 12 мая 1979, Скарборо, Онтарио) — канадский футболист, игравший на позиции нападающего.

## Клубная карьера
После матчей за Университет Нью-Хейвена, Серью начал профессиональную карьеру в клубе «Торонто Линкс». После завершения сезона 2002 года был отдан в аренду команде «Миссиссога Олимпианс». Дебют состоялся 11 сентября в матче Открытого кубка Канады против «Торонто Кроэйша» (1:1). Дебютный гол состоялся 4 октября в матче против «Вон Сан Дэвилс» (4:3). Серью помог команде, заняв второе место в Западной конференции, обеспечить место в плей-офф. Но уже на стадии уайлд-кард уступили клубу «Норт-Йорк Астрос».
Позже он переехал в Англию, чтобы стать игроком «Миллуолла» Серью был известен своими дальними вбрасываниями мяча. Был случай, когда при вбрасывании он забил гол с середины поля. Из-за этого соперники держались поближе к нему во время вбрасываний. Однажды при вбрасывании он попал с близкого расстояния в лицо Ли Кука в матче против «Куинз Парк Рейнджерс».
В марте 2006 года подписал контракт с клубом MLS «Метростарз», покинув Англию, чтобы заботиться о своей больной матери. Тем не менее, он никогда не играл за ньюйоркцев и был обменян в «Хьюстон Динамо» на Дэнни О’Рурка до начала регулярного сезона. Серью помог «Хьюстон Динамо» выиграть Кубок MLS 2006.
17 ноября 2006 года «Торонто» выбрал Серью на драфте расширения MLS, но сразу же обменял его в «Даллас» на Ронни О’Брайена. В своём первом сезоне с «Далласом» он провёл всего 10 матчей из-за серьёзной травмы.
В мае 2008 года Серью был оштрафован на 1 тыс. долларов за опасную борьбу с Дэвидом Бекхэмом, после того, как сообщил газете The Sun, что он и несколько других игроков будут «преследовать» полузащитника сборной Англии.
24 февраля 2009 года Серью был обменян в «Торонто» на пик первого раунда супердрафта MLS 2010. По окончании сезона 2009 контракт игрока не был продлён клубом.
2 марта 2010 года «Хьюстон Динамо» вернул Серью, выменяв права на него у «Торонто» на пик третьего раунда супердрафта MLS 2011. По окончании сезона 2010 «Хьюстон Динамо» не продлил контракт с Серью.
Серью был доступен на драфте возвращений MLS 2010, но остался невыбранным.

## Международная карьера
Дебют за национальную сборную Канады состоялся 18 августа 2004 года в матче квалификации на чемпионат мира 2006 против сборной Гватемалы (0:2). Был включён в состав на Золотой кубок КОНКАКАФ 2005 в США. Всего Серью за «красных» сыграл 18 матчей и забил 1 гол.

### Гол за сборную
| Дата            | Место                 | Соперник | Счет | Результат | Турнир                  |
| --------------- | --------------------- | -------- | ---- | --------- | ----------------------- |
| 6 сентября 2008 | Стад Сапуто, Монреаль | Гондурас | 1:0  | 1:2       | Квалификация на ЧМ 2010 |

## Достижения

### Клубные
«Хьюстон Динамо»
- Обладатель Кубка MLS: 2006

«Торонто»
- Чемпион Канады: 2009